# Kasper Jan Kozłowski
Kasper Jan Kozłowski herbu Jastrzębiec – wojski większy włodzimierski w latach 1776–1779, wojski mniejszy włodzimierski w latach 1765–1776, podstarości włodzimierski w latach 1764–1783, pisarz grodzki włodzimierski w latach 1750–1753, burgrabia włodzimierski w 1748 roku, horodniczy włodzimierski w latach 1742–1765, komornik graniczny czernihowski w latach 1742–1751.
Sędzia kapturowy powiatu włodzimierskiego w 1764 roku. Członek konfederacji radomskiej w 1767 roku.